# Municipio Tepetlixpa
Koordinaten: 19° 1′ 12″ N, 98° 49′ 48″ W
Tepetlixpa ist ein Municipio im mexikanischen Bundesstaat México. Es gehört zur Zona Metropolitana del Valle de México, der Metropolregion um Mexiko-Stadt. Der Sitz der Gemeinde ist das gleichnamige Tepetlixpa. Das Municipio hatte beim Zensus 2010 18.327 Einwohner in 4.282 Haushalten. Knapp 15 % der Bevölkerung lebten damals in extremer Armut. Die Fläche des Municipios beläuft sich auf 43,4 km².

## Geographie

Reliefkarte Tepetlixpas

Tepetlixpa liegt im Südosten des Bundesstaates Mexiko, etwa 20 km südöstlich der Grenze des Bundesdistriktes auf etwa 1600 m bis 2600 m Höhe. Mehr als 80 % der Gemeindefläche dienen dem Ackerbau.
Das Municipio Tepetlixpa grenzt an die Municipios Ozumba und Juchitepec sowie an den Bundesstaat Morelos.

## Orte
Das Municipio umfasst 23 Ortschaften, von denen drei zumindest tausend Einwohner aufweisen. Neben dem Hauptort Tepetlixpa (13.239 Einwohner) sind dies Nepantla de Sor Juana Inés de la Cruz und San Esteban Cuecuecuautitla.